# کولی (سگ)
کولی (سگ) (به انگلیسی: Koolie)، نام یکی از نژادهای سگ است که خاستگاه آن به استرالیا بازمی‌گردد.